# KMKK Középkelet-magyarországi Közlekedési Központ
A KMKK Középkelet-magyarországi Közlekedési Központ Zrt. 2015. január 1-jétől 2019. szeptember 30-ig Heves, Jász-Nagykun-Szolnok és Nógrád megyében látta el a helyközi autóbusz-közlekedést, valamint helyi járatokat üzemeltetett Balassagyarmaton, Bátonyterenyén, Egerben, Gyöngyösön, Hatvanban, Jászberényben, Karcagon, Mezőtúron, Salgótarjánban, Szolnokon, Tiszafüreden és Újszászon.

## Története
A kormány 2012-ben döntött a 24 Volán-társaság régiós közlekedési vállalatokba szervezéséről a szolgáltatás színvonalának emelése érdekében. Ennek előkészítésére 2012. november 19-én létrehoztak hat új közlekedési vállalatot, köztük a Középkelet-magyarországi Közlekedési Központot is. Ezek a vállalatok kezdetben nem végeztek személyszállítást, hanem azt 2014. december 31-ig a leánytársaságokká alakított Volán-társaságok folytatták, a KMKK esetében az Agria, a Hatvani, a Jászkun, a Mátra és a Nógrád Volán. A Volán vállalatok 2015. január 1-jén olvadtak be anyavállalatukba, ezzel együtt a közlekedési központok átvették a Volánok korábbi feladatait is.
2019-ben ismét döntés született az állami közlekedési vállalatok átszervezéséről: június 20-án aláírták a hat közlekedési központ beleolvasztását a Volánbuszba, ezzel egy állami közlekedési cég maradt. Az összeolvadást 2019. október 1-jével valósították meg felkészülve a 2017. év végéről 2020 végére módosított autóbuszos piacnyitásra.

## Díjszabás

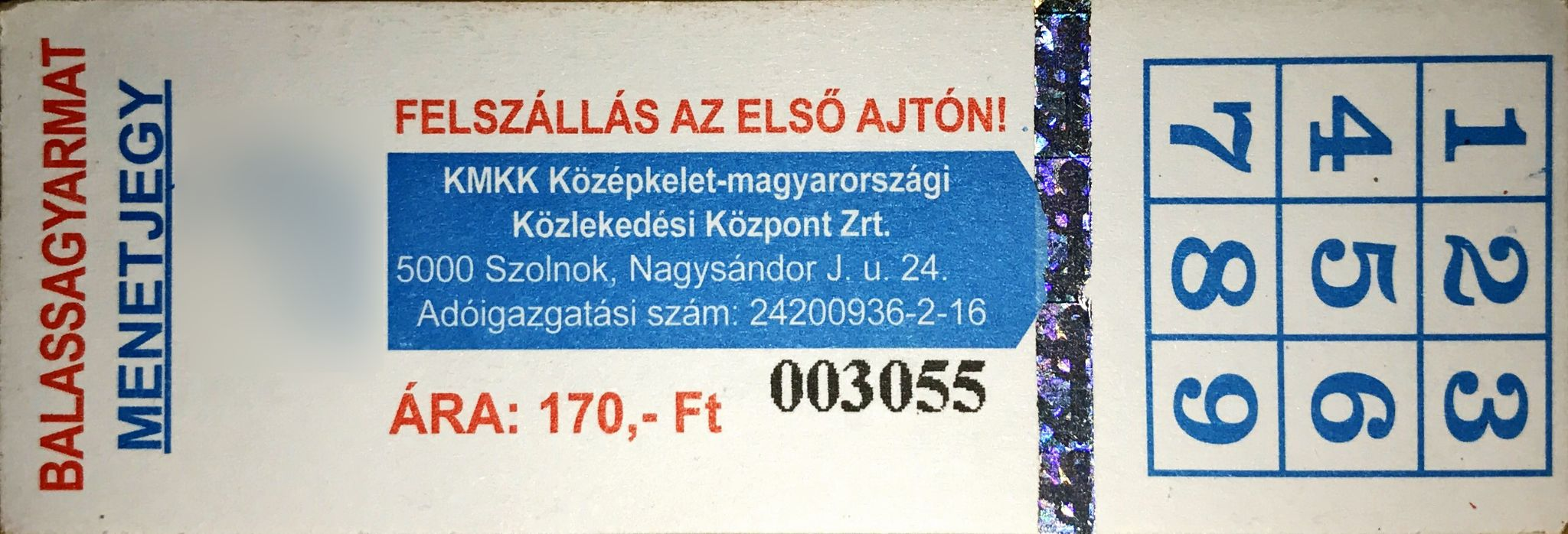
A KMKK balassagyarmati helyi járat vonaljegye

### Helyi
A KMKK által üzemeltetett helyi járatok díjszabásait a megrendelő, azaz az adott város önkormányzata határozta meg.

### Helyközi
A KMKK - más közlekedési központokhoz hasonlóan - a megtett út alapján számolta a menetjegyek és bérletek árát.

## Járműpark

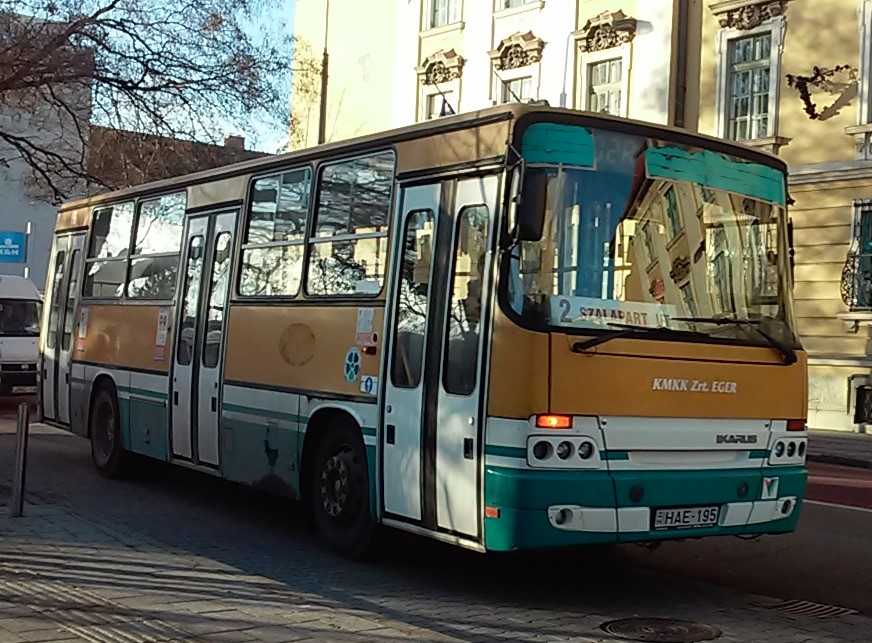
Az egyetlen Ikarus C60

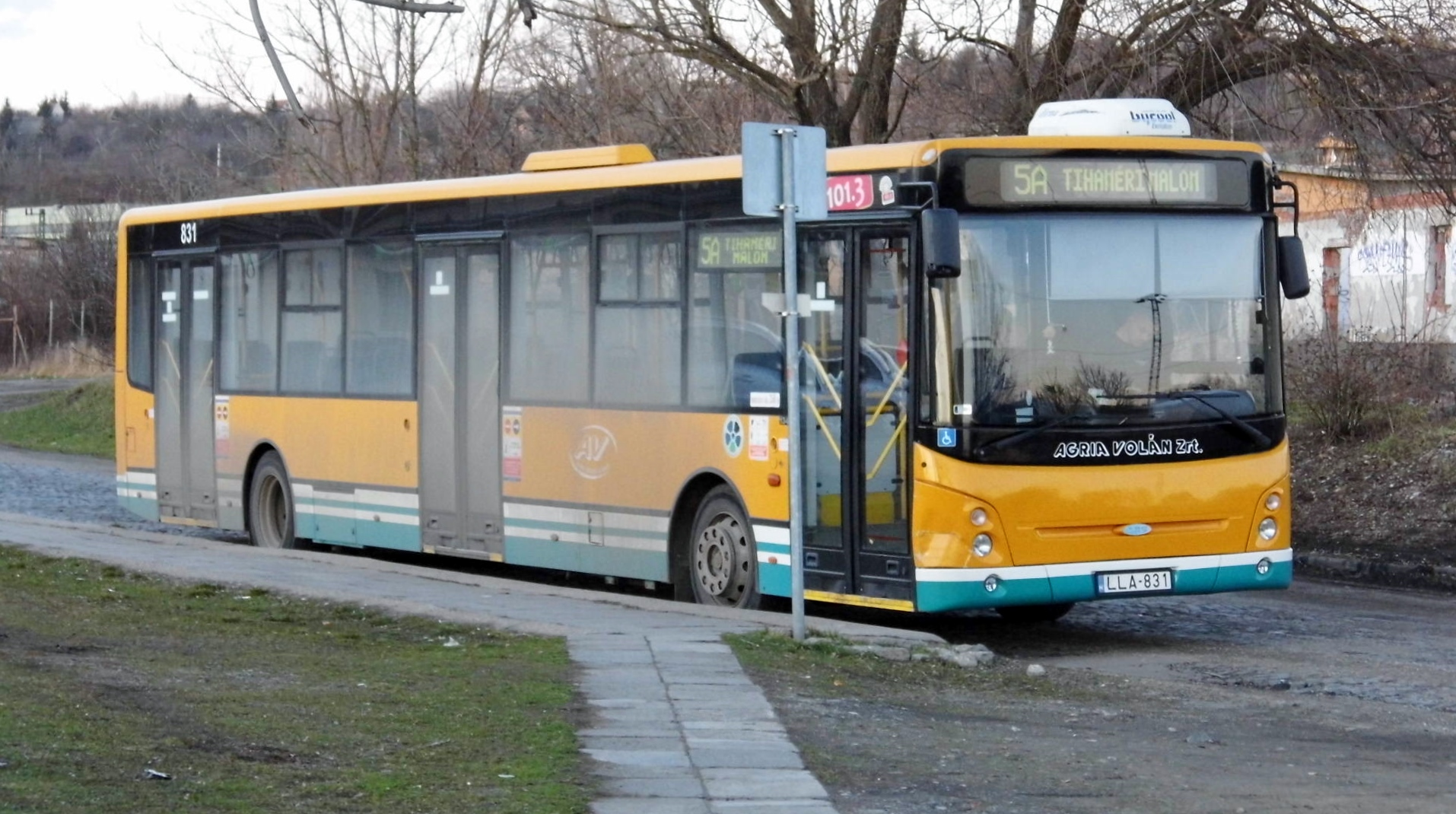
ARC (Ikarus) V134

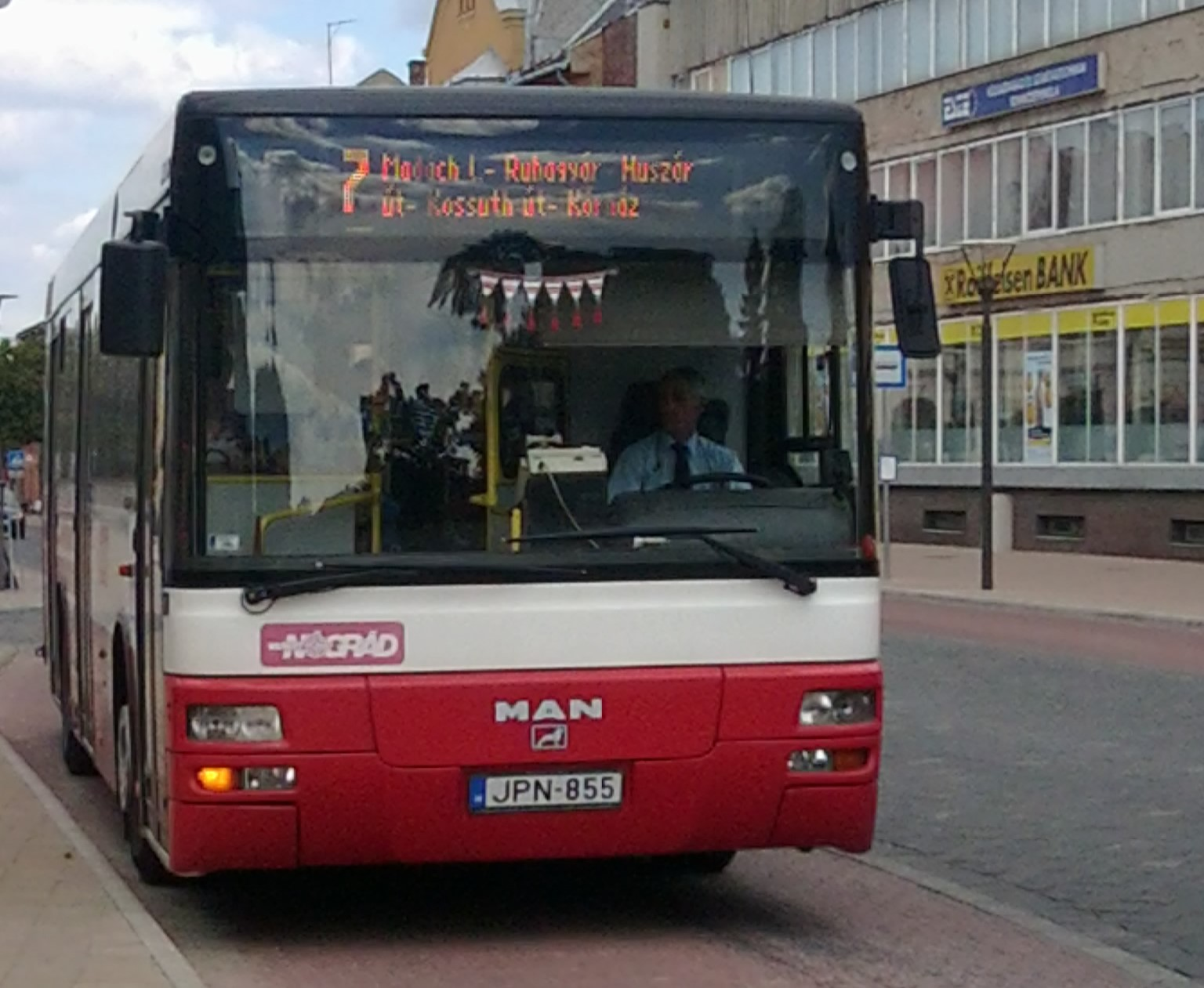
MAN SL 223

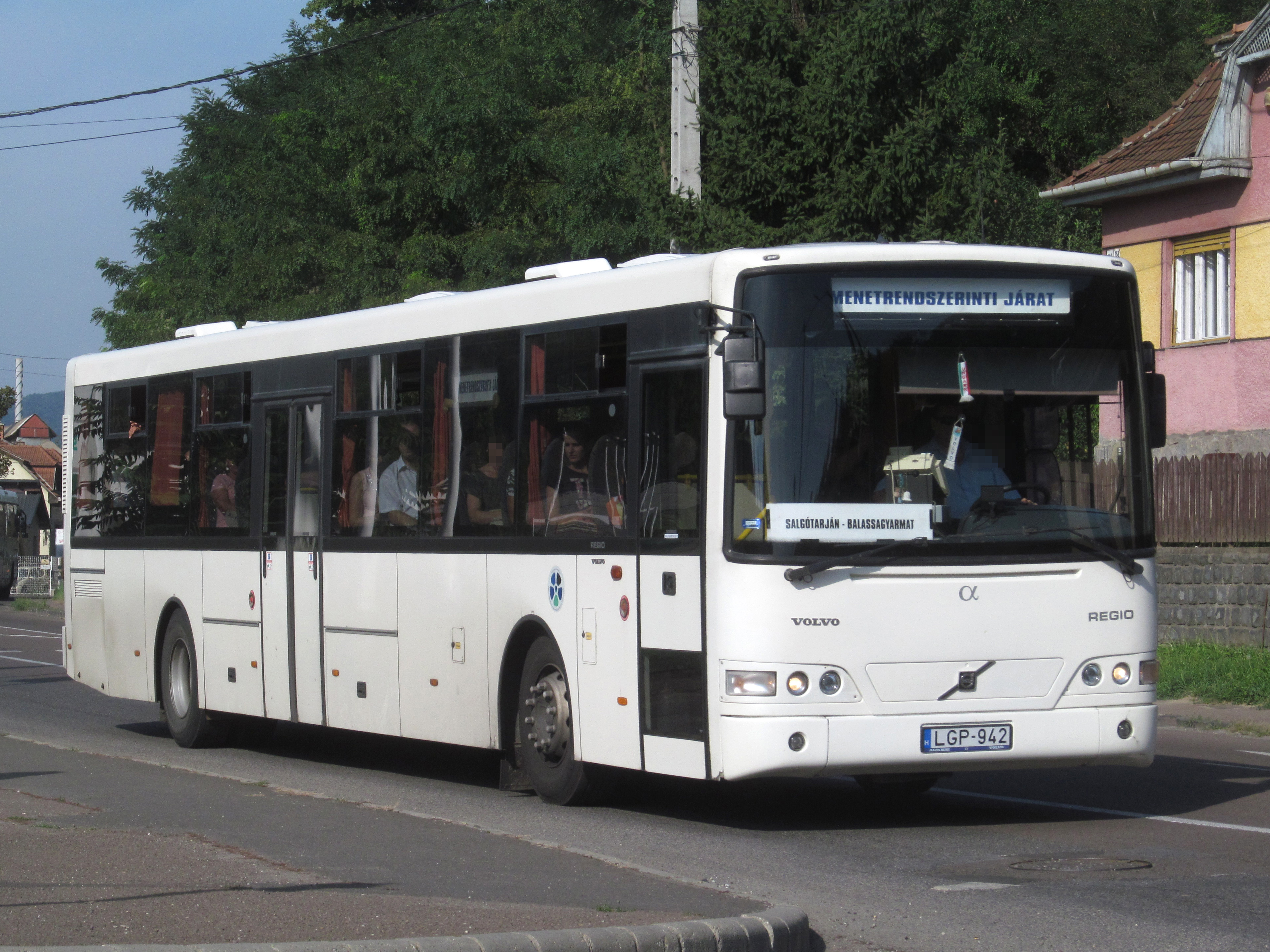
Alfa Regio

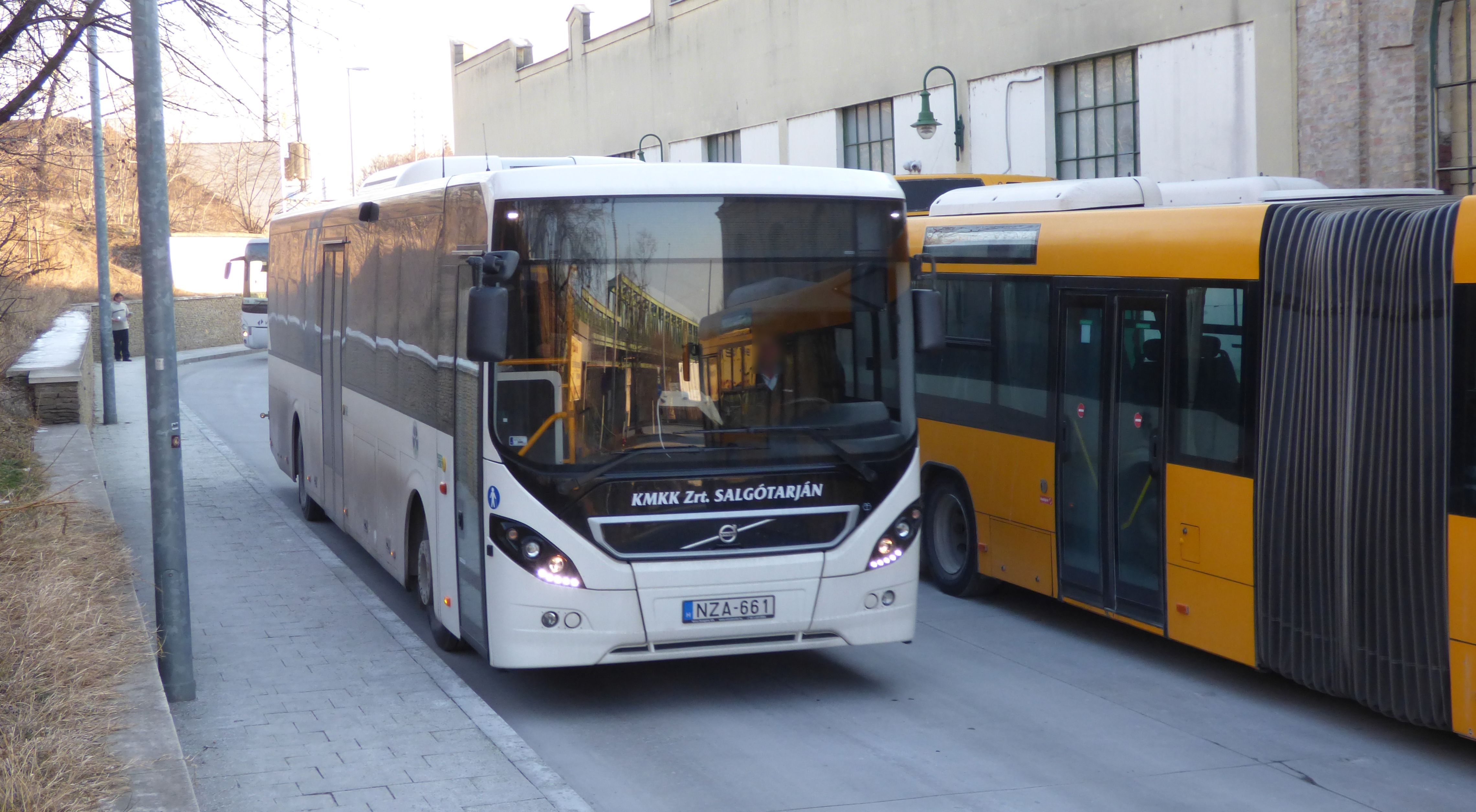
2016-ban újonnan vásárolt Volvo 8900

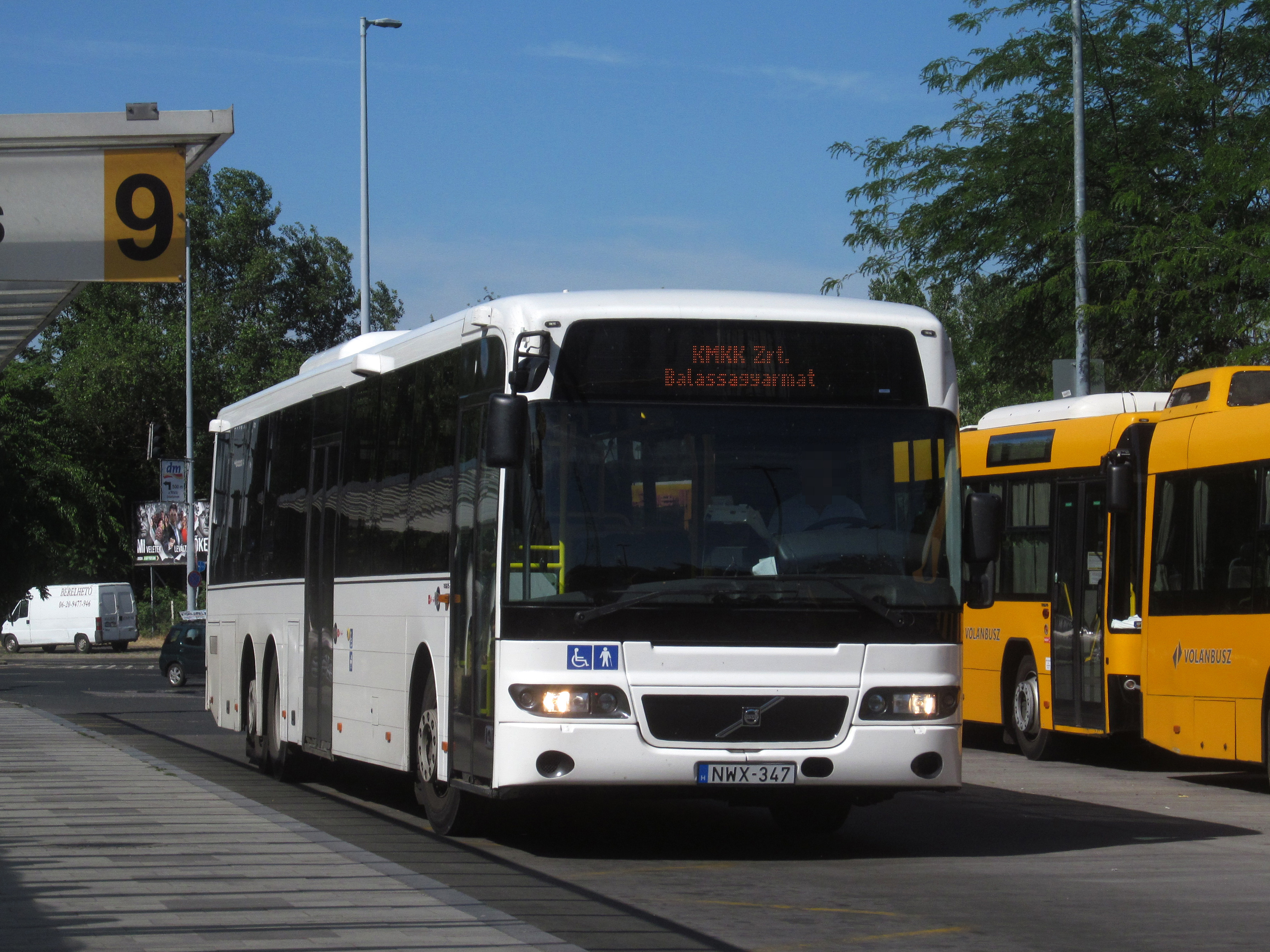
Volvo 8500

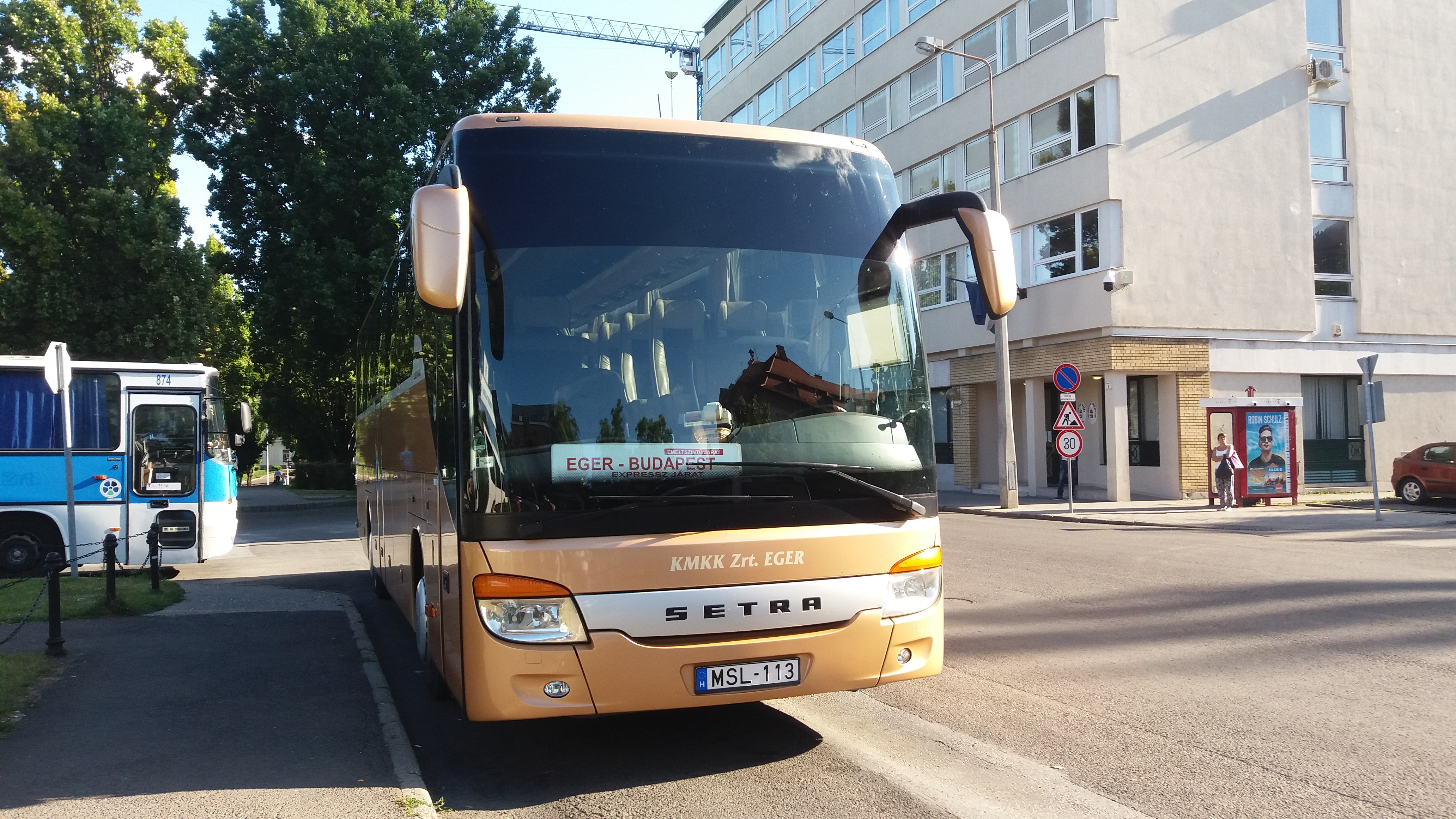
Setra S415 GT-HD

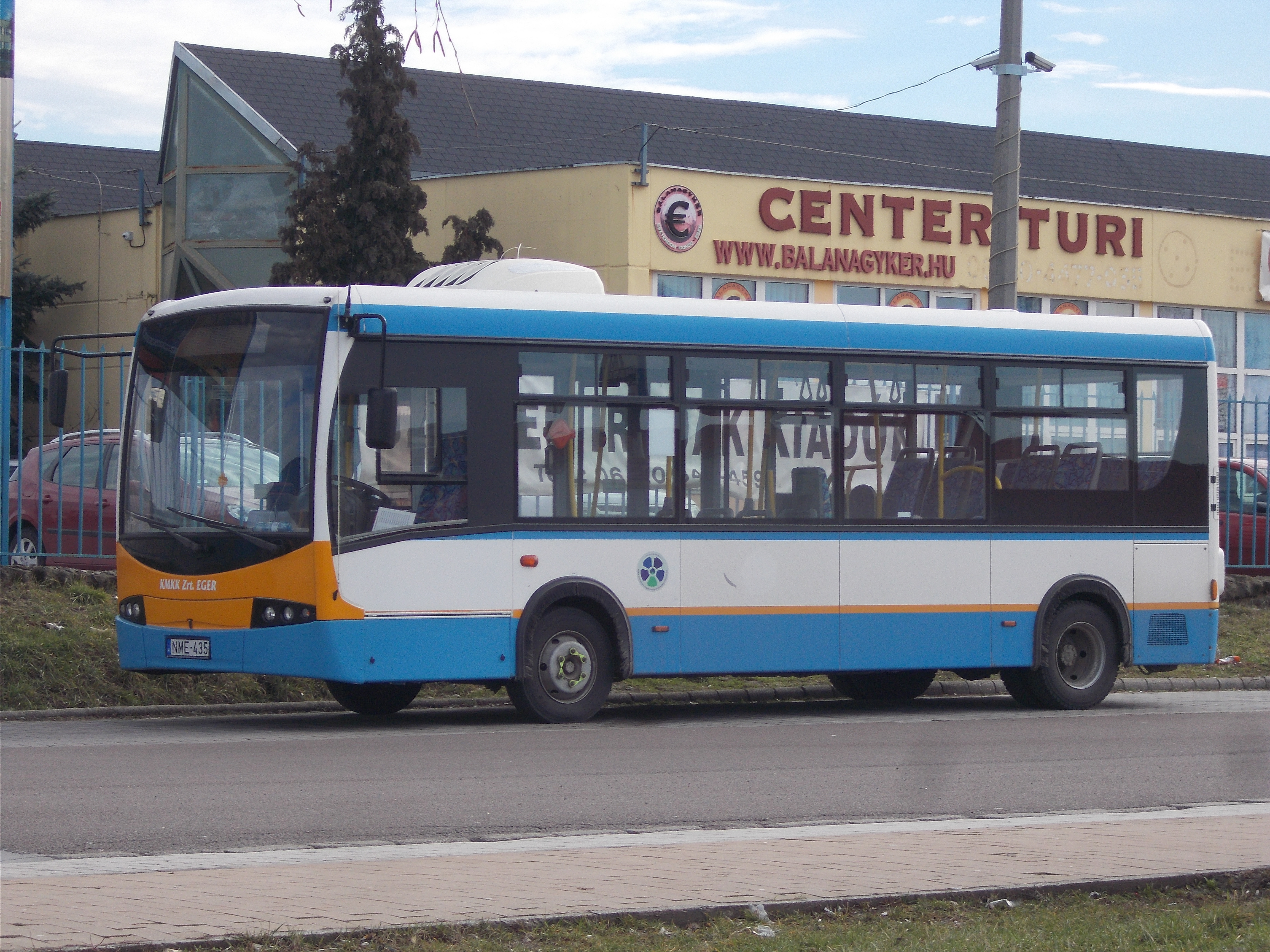
Enterprise Plasma

A közlekedési központ 2015. január 1-jétől a már megszűnt Nógrád, Jászkun, Agria, Mátra és Hatvani Volán autóbuszaival kezdte meg a helyi és helyközi járatok üzemeltetését. Mivel 2014-ig a Volán társaságoknak problémát jelentett a járműparkjuk magas átlagéletkora, és pénz hiányában nem tudták ezt jelentősen csökkenteni, ezért a KMKK magas átlagkorú, zömmel Ikarusokból álló állományt örökölt, amit új Volvo 8900, Credo Econell 12 és használt Volvo 7700, 8500, 8700, Mercedes-Benz Citaro, Intouro, MAN Lion's Coach és Setra autóbuszokkal kezdték el fejleszteni.
- Ikarus
  - 256, 260, 263, 280
  - 350, 395, 396
  - 411, 412, 415, 417, 435, 480
  - C56, C60, C80
  - E94, E95, E97, E98
  - E127
  - V134, V187
- Credo
  - BC 11
  - BN 12, BN 18
  - EC 11, EC 12
  - IC 9,5, IC 12
  - Inovell 12, Econell 12
  - LC 9,5H, LC 11H
  - LH 12
- MAN
  - SG 263, SG 313
  - SL 222, SL 223, SL 283
  - SÜ 283, SÜ 313
  - Lion’s Regio, Lion's Coach
- Neoplan
  - Tourliner
- Mercedes-Benz
  - Citaro, Citaro G
  - Conecto, Conecto G
  - Integro
  - Intouro
  - O404
  - Tourismo
  - Vario
- Rába
  - Premier 091, Premier 291
  - Contact 092, Contact 102, Contact 292
- Volvo
  - 5000A
  - 7000, 7000A
  - 7250
  - 7700, 7700A
  - 8500, 8700, 8900
  - 9700H
  - Alfa Localo, Alfa Regio
- Marcopolo
  - Andare Class
  - Viale
- Setra
  - S313 UL
  - S415 GT-HD, S417 UL, S419 UL
- Drögmöller
  - Comet
- Enterprise
  - Plasma
- Irizar
  - Century
- Isuzu
  - Turquoise
- Iveco
  - Daily
- Jonckheere
  - Mistral
- Karosa
  - C 934
- Volkswagen
  - LT 46 TDI